# Dòng thời gian của đại dịch COVID-19 tháng 11 năm 2020
Bài này ghi lại dòng thời gian và dịch tễ học của SARS-CoV-2 vào tháng 11 năm 2020, loại vi rút gây ra bệnh coronavirus 2019 (COVID-19) và là nguyên nhân gây ra đại dịch COVID-19. Các trường hợp nhiễm COVID-19 ở người đầu tiên được xác định ở Vũ Hán, Trung Quốc, vào tháng 12 năm 2019.

## Dòng thời gian

### 7 tháng 11
- Anh Quốc cấm cửa mọi du khách đến từ Đan Mạch. Thông báo được Luân Đôn đưa ra ngày 07/11/2020 sau khi Đan Mạch cho tiêu hủy hơn 17 triệu con chồn nuôi lấy lông để ngăn chận nguy cơ lây nhiễm virus corona biến chủng từ chồn sang người. (RFI)

### 8 tháng 11
- Mỹ hôm 7/11 ghi nhận thêm hơn 132.700 ca nhiễm nCoV chỉ trong 24 giờ, đánh dấu ngày thứ ba liên tiếp nước này báo cáo số ca nhiễm mới kỷ lục. Đây cũng là ngày thứ tư Mỹ ghi nhận trên 1.000 người chết vì Covid-19, lần đầu tiên kể từ tháng 8 đến nay. (vnExpress)

### 9 tháng 11
- Đã có vaccine phòng chống virus corona đầu tiên có tác dụng ngăn ngừa được bệnh ở hơn 90% số người được tiêm. Vaccine của hai hãng  Pfizer và BioNTech đã được thử nghiệm trên 43.500 người tại sáu quốc gia, và không gây ra bất kỳ quan ngại nào về an toàn. (BBC)

### 13 tháng 11
- Hoa Kỳ đã báo cáo hơn 160.000 trường hợp nhiễm coronavirus mới vào thứ Năm, một kỷ lục đáng báo động chỉ hơn một tuần sau ngày đầu tiên lên tới hơn 100.000 ca ở nước này. (NYT)
- Tại Đức, các cơ quan y tế báo cáo 23.542 ca nhiễm corona mới  trong vòng 24 giờ cho Viện Robert Koch (RKI). Đây là mức cao nhất kể từ khi đại dịch bắt đầu.  (Spiegel)

### 14 tháng 11
- Thống đốc Andrew Cuomo cáo buộc Trump "cố bắt nạt người khác", sau khi Tổng thống dọa không cấp vaccine Covid-19 cho bang New York.   (vnExpress)

### 16 tháng 11
- Mỹ đã vượt mốc 11 triệu ca COVID-19 sau khi ghi nhận thêm 1 triệu ca mắc mới chỉ trong 1 tuần, trong bối cảnh nhiều thành phố và bang thực hiện các biện pháp hạn chế mới để ngăn dịch bệnh tiếp tục lan rộng.  (Tuổi Trẻ)

### 19 tháng 11
- Một phần tư triệu người Mỹ đã chết vì coronavirus, vượt qua con số Dr. Anthony Fauci đã dự đoán vào tháng Ba, vẫn chưa có thể thấy được là khi nào nó sẽ chấm dứt. (NYT)

### 20 tháng 11
- Joe Biden cam kết không đóng cửa nền kinh tế khi Mỹ tiếp tục chiến đấu với đại dịch Covid-19, nhưng có thể áp lệnh đeo khẩu trang toàn quốc. (vnexpress)
- Ba nghị sĩ đảng Cộng hòa đề nghị Hạ viện bang Michigan luận tội Thống đốc Gretchen Whitmer, một thành viên đảng Dân chủ,  vì ban hành các hạn chế mới ngăn Covid-19. (vnexpress)
- Gần 79.000 người được chữa trị vì COVID tại các bệnh viện trên toàn nước Mỹ vào ngày 19/11, cao nhất hơn bất kỳ thời điểm nào trong đại dịch. (VOA)

### 26 tháng 11
- Theo số liệu từ Đại học John Hopkins, nước Mỹ ngày 25-11 ghi nhận tăng 2.439 ca tử vong vì COVID-19 trong 24 giờ, con số cao nhất trong 6 tháng qua, tổng cộng 262.080 ca tử vong, số ca bệnh cũng tăng gần 200.000 ca mới. (Tuổi Trẻ)

### 27 tháng 11
- Mỹ ghi nhận thêm 181.490 ca nhiễm, 2.297 ca tử vong và 89.959 ca nhập viện trong 24 giờ qua. Đây là mức tăng hàng ngày lớn nhất tại Mỹ kể từ tháng 5, đưa tổng số ca lên 13.237.297, trong đó 269.440 người đã chết. (vnExpress)

### 29 tháng 11
- Hôm qua 28/11/2020, Ba Lan ghi nhận gần 600 ca tử vong trong vòng 24 giờ, so với con số 686 ca tử vong của Ý, trong khi dân số của Ba Lan chỉ bằng hơn 60% dân số của Ý. Tỉ lệ xét nghiệm dương tính của Ba Lan hiện giờ ở mức cao nhất Liên Hiệp Châu Âu.  (RFI)